# Aerobryopsis deflexa
Aerobryopsis deflexa là một loài Rêu trong họ Meteoriaceae. Loài này được Broth. & Paris mô tả khoa học đầu tiên năm 1911.